# Wirtschaftskrise von 1857

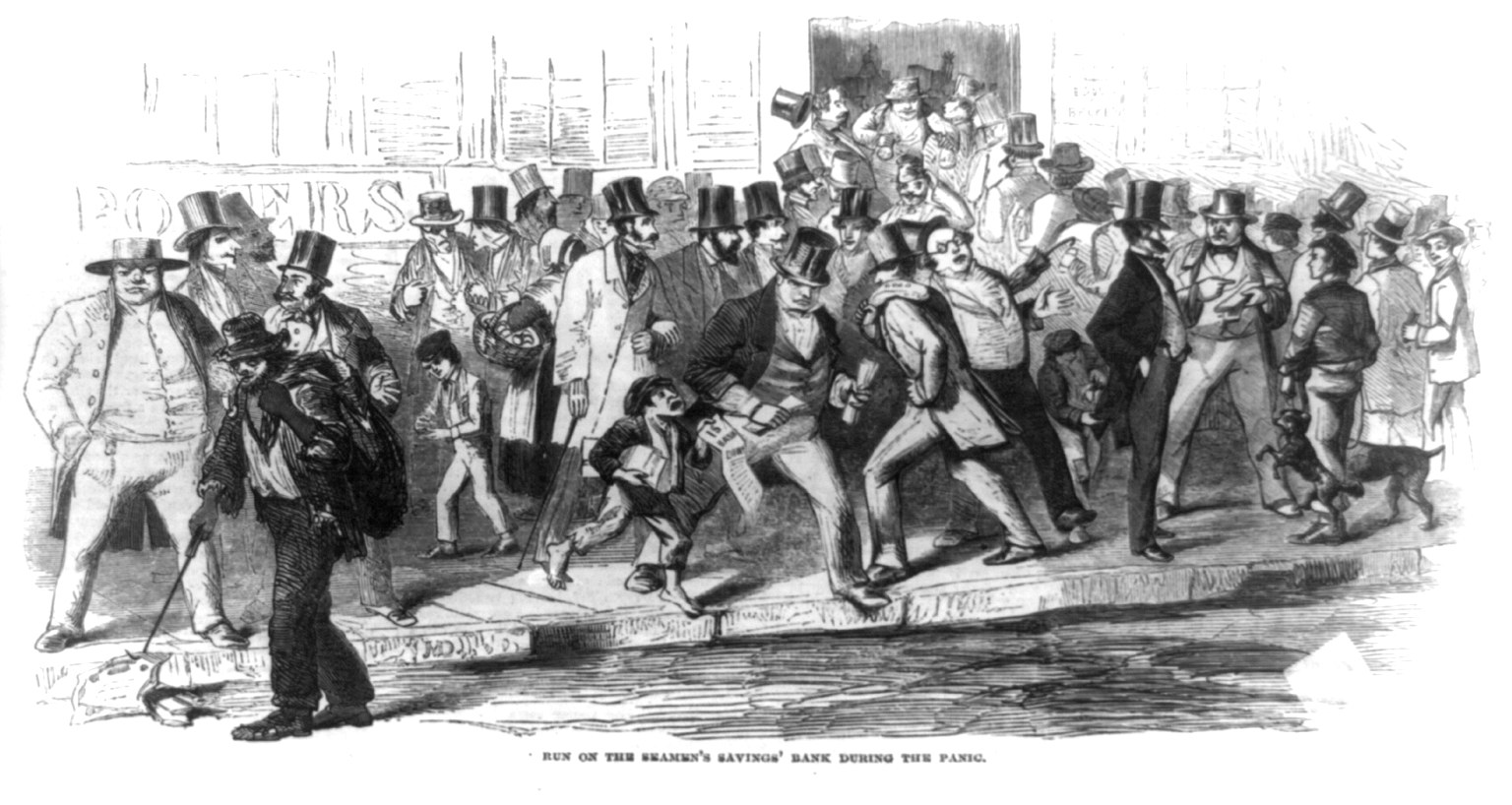
Bankansturm, 1857

Die Wirtschaftskrise von 1857 gilt als eine der ersten Weltwirtschaftskrisen. Sie begann am 24. August 1857 in New York City, als die Bank Ohio Life Insurance Company ihre Zahlungen einstellen musste. Von dort ausgehend breitete die Krise sich in hoher Geschwindigkeit über die gesamte Welt aus und dauerte bis 1859. Die Finanzzentren Europas und Amerikas waren besonders stark betroffen, aber auch in den Kolonien waren die Auswirkungen der Krise zu spüren.

## Wirtschaftskrise in den USA
Die Wirtschaftskrise begann in den Vereinigten Staaten von Amerika. Ausgelöst wurde sie durch Spekulationen im Bahnsektor durch den Bankangestellten Edward Ludlow. Ihre Folgen beeinflussten die Politik der Regierung maßgeblich.

### Amerikanische Wirtschaft vor der Krise
Die amerikanische Wirtschaft lässt sich in den 1850er Jahren drei Regionen zuordnen. In jedem dieser Gebiete herrschte eine bestimmte Wirtschaftsform vor, obwohl natürlich auch andere Wirtschaftszweige in kleinem Umfang vorhanden waren. Dadurch entstand ein Geflecht wirtschaftlicher Beziehungen untereinander, die für die Wirtschaftskrise von Bedeutung waren. Der Süden produzierte Tabak, Reis, Zucker und vor allem Baumwolle, welche in großem Umfang nach Europa verkauft wurde. Im Nordwesten wurden vor allem die landwirtschaftlichen Produkte Weizen, Mais und Schweinefleisch hergestellt. Der Nordosten war mit vielen Fabriken am weitesten in der Industrialisierung fortgeschritten, zudem waren viele Händler und Bankiers dort ansässig.
Der Süden brauchte zwar die Banken und Händler im Nordosten, weitaus wichtiger für den Wohlstand des Südens war jedoch England, da dorthin die meisten Produkte verkauft wurden. Der Nordwesten war mit dem Nordosten eng verbunden. Viele Eisenbahnstrecken brachten die Nahrung aus dem Westen in den Osten, von wo sie oft weiter nach Europa verkauft wurde. Der Osten wiederum konnte viele Fertigwaren in den Westen verkaufen.
Als Ausgangssituation für die Krise wird vom Dictionary of American History die starke Spekulation angegeben: Nach dem Mexikanisch-Amerikanischen Krieg wurde wild in den Bau von Eisenbahnen, Wachstum der Industrie, Vergrößerung des Weizengürtels („Grain Belt“) und Land spekuliert. Dabei ist besonders wichtig, dass der Finanzmarkt des Nordostens auf hohe Preise in dem durch Eisenbahnen neu erschlossenen Westen und auf ein hohes Frachtaufkommen der dortigen Eisenbahnen spekulierte.

### Verlauf der Wirtschaftskrise
Die Wirtschaftskrise 1857 ging von den Banken aus. Erst durch deren Versagen wurden auch andere wesentliche Zweige der amerikanischen Wirtschaft geschädigt, so dass es zu einer Depression kam.

#### Die Banken in der Wirtschaftskrise
Für das Versagen der Banken lassen sich verschiedene Gründe finden.
Als ab 1856 weit weniger Menschen als zuvor in den Westen zogen, vermutlich aufgrund politischer Unsicherheiten in Kansas, sanken die Landpreise wegen geringerer Nachfrage. Zudem fielen die Aktienpreise der Eisenbahngesellschaften, da es ein geringeres Transportaufkommen gab. Dadurch hatten die spekulierenden Banken weniger Geld zur Verfügung. C. W. Calomiris und L. Schweikart sehen das als direkten Grund für die Bankenkrise.
Der 24. August 1857 wird als Beginn der Wirtschaftskrise angesehen. An dem Tag erklärte Charles Stetson, der Präsident der Ohio Life Insurance Company:

“The unpleasant duty has devolved upon me to state that this company has suspended payment.”

„Mir fiel die unangenehme Pflicht zu, mitzuteilen, dass das Unternehmen die Zahlungen eingestellt hat“

Die Bank hatte zu sehr in spekulative Anleihen für Eisenbahngesellschaften investiert. Dem New Yorker Büro der Ohio Life waren einige Fehler unterlaufen, möglicherweise war auch Betrug im Spiel.
Da viele Banken New Yorks der Ohio Life Insurance Company Kredit gegeben hatten, riefen die Banken ihre Darlehen von anderen kleineren Banken und Unternehmen zurück. Dadurch wurden viele dieser kleinen Banken und Unternehmen zahlungsunfähig. Das wiederum führte zu Angst bei den Gläubigern dieser Banken, die daraufhin von den Banken Geld abhoben, so dass die Banken weitere Darlehen zurückverlangen mussten.
Diese Abwärtsspirale wurde noch durch folgende Faktoren begünstigt, die die Glaubwürdigkeit der Banken weiter infrage stellten: Erstens entschieden britische Gläubiger Geld von den amerikanischen Banken abzuheben. Zweitens sank ein Schiff, die Central America, mit etwa 13 Tonnen Gold, das von den Goldminen Kaliforniens an die New Yorker Banken geliefert werden sollte.
Viele hofften Ende September noch, dass die Bauern des Südens und Westens ihre Ernte verkaufen würden und dadurch die allgemeine Geschäftslage verbessern könnten. Allerdings sanken die Weizenpreise deutlich, vermutlich da Europa nun, da der Krimkrieg zu Ende war, wieder große Mengen Weizen aus Russland zu günstigeren Preisen als aus Amerika importieren konnte. Bei den niedrigen Weizenpreisen weigerten sich viele Bauern des Westens ihre Ware zu verkaufen, daher konnten sie auch ihre Schulden nicht an die angeschlagenen Banken zurückzahlen.
Den ungünstigen Umständen konnten viele Banken nicht lange widerstehen, die kleinen und bald auch die größeren Banken mussten die Zahlung einstellen, um nicht Konkurs anmelden zu müssen. So konnte auch die besonders wichtige Philadelphia’s Bank of Pennsylvania am 25. September kein Geld mehr an ihre Kunden auszahlen, weitere kleine Banken folgten. Die wichtigsten Banken in New York und Boston blieben zwar vorerst weiterhin offen, allerdings konnten auch sie kein Geld mehr an Unternehmer verleihen. Nachdem am 13. Oktober ein Mob mit mehr als 20.000 Menschen Geld abheben wollte, konnten auch die New Yorker Banken kein Geld mehr auszahlen, die meisten restlichen Banken in Amerika stellten daraufhin auch ihre Auszahlungen ein.
Zwei Monate später hatten die ersten Banken genügend große Reserven, um wieder Geld auszahlen zu können. Die Bankenkrise war damit kurz, aber für die Industrie schmerzlich. Mehr als 5000 Unternehmen konnten bis Ende 1857 ihren finanziellen Verpflichtungen nicht nachkommen und mussten schließen.

#### Amerikanische Wirtschaft nach der Bankenkrise
Die Bauern im Nordwesten der Vereinigten Staaten konnten auch 1858 ihr Getreide nicht zu höheren Preisen verkaufen, da der vorher wichtige Exportmarkt nach Europa zusammengebrochen war. Die Wirtschaft des Nordostens war aber vom Markt im Westen abhängig. Dorthin wurden die Konsumgüter vor der Wirtschaftskrise verkauft. Da aber die Bauern hoch verschuldet waren, konnten sie kaum etwas vom Nordosten kaufen. Das Wirtschaftsjahr 1858 wurde daher von Zeitgenossen in den Nordstaaten als eines der schlechtesten angesehen.
Die Wirtschaft konnte weniger Güter verkaufen. Aufgrund der geringen Nachfrage wurden tausende Arbeiter entlassen. Für viele verbliebene Arbeiter wurden die Löhne um oftmals mehr als zehn Prozent gekürzt. Als Folge formten sich sogenannte bread lines, in denen die Armen um Nahrung anstanden. Zahlreiche Streiks mit Forderungen nach Gewerkschaften und höheren Löhnen fanden statt. Der größte dieser Streiks begann am 22. Februar 1860, als die Schuhmacher in Lynn (Massachusetts) ihre Arbeit niederlegten. Im März streikten im ganzen Bundesstaat mehr als 35.000 Arbeiter, jedoch löste der Streik sich auf, als die Streikenden nicht mehr genügend Geld zur eigenen Versorgung hatten.
Ganz anders war die Situation im Süden. Zwar waren auch dort Auswirkungen der Bankenkrise zu spüren, allerdings konnten die Produkte des Südens, insbesondere Baumwolle, bereits 1858 wieder zu guten Preisen nach Europa verkauft werden. Dadurch kam es im Süden zu keiner schlimmen Krise. Auch die Eisenbahnen dort konnten im Gegensatz zu den nördlichen Eisenbahnen weiter gute Dividenden auszahlen.
Da die Unternehmen des Nordostens ihre Produkte kaum noch im Nordwesten verkaufen konnten, suchten sie neue Absatzmärkte. Da die Finanzkraft der Menschen im Süden größer war, verkaufte der Nordosten im Laufe der Krise immer mehr an den Süden. Dadurch wurde der Norden insgesamt abhängiger von der Wirtschaft des Südens.
Die Wirtschaft im Nordosten erholte sich ab dem Frühjahr 1859 wieder langsam. Jedoch kam der Aufschwung im Norden erst im Sommer 1860, als Europa wieder die siebenfache Menge des in den Vorjahren exportierten Weizens aufkaufte. Dadurch verdienten die Bauern wie die Eisenbahnen im Nordwesten wieder gut, so dass auch wieder Geld vorhanden war, um die Produkte der Industrien im Osten zu kaufen. Die Produktion der Industrie erreichte erneut ein Niveau, wie es vor der Krise üblich war. Somit war die Wirtschaftskrise von 1857 im Sommer 1860 durchgestanden.

### Folgen in den Vereinigten Staaten

#### Finanzkrise der Regierung
Durch die Wirtschaftskrise geriet die Regierung in eine ernste Finanznot. Seit 1817 erzielte die Regierung den größten Teil ihres Einkommens durch Zölle und den Verkauf des Landes. Die Einnahmen aus beiden Quellen gingen jedoch bedingt durch die Krise stark zurück.
Erstens wurden viele Waren vor der Wirtschaftskrise aus dem industrialisierten Europa importiert. Durch die Wirtschaftskrise war aber die Nachfrage nach europäischen Waren in Amerika stark gesunken. Daher konnte auch die Regierung nur noch wenig Geld durch Zölle auf die Einfuhr von Waren einnehmen. Zweitens konnten auch die Ländereien im Westen während der Wirtschaftskrise kaum verkauft werden, da Menschen und Unternehmen kein Geld übrig hatten, um sich eine eigene Farm zu kaufen oder um mit Land zu spekulieren. Zudem konnten die Bauern, die bereits ihre Farm erworben, aber noch nicht bezahlt hatten, ihren Schuldendienst oftmals nicht erbringen. Normalerweise wurde das Land dann versteigert, jedoch war dies in Zeiten der Krise politisch nicht durchsetzbar, sodass die Landverkäufe zeitweise ausgesetzt wurden.
Um der Finanzkrise zu begegnen, musste die Regierung sparen. Zudem erlaubte der Kongress weitere Anleihen aufzunehmen. Dies geschah auf mehreren Sitzungen, zu anderen Kompromissen konnte sich der Kongress jedoch nicht durchringen, da sie entweder den Norden oder den Süden begünstigt hätten. Vom 1. Juli 1857 bis zum 1. Juli 1860 hatten sich die Schulden von $28 Mio. auf $64 Mio. mehr als verdoppelt.

#### Gegensätze zwischen Nord- und Südstaaten verschärfen sich
Durch die Krise verschärften sich einige Gegensätze zwischen den Nord- und Südstaaten weiter, sodass es letztendlich zur Sezession der Südstaaten kam, die den Amerikanischen Bürgerkrieg auslöste.
Im Laufe der Krise forderten die Nordstaaten, insbesondere Pennsylvania, Schutzzölle auf Waren aus Europa um die eigene Wirtschaft zu stützen. Für den Süden war jedoch die Finanzkrise der Regierung ein Vorteil, da man dort eine starke Regierung in Washington fürchtete, die sich gegen die Ausdehnung der Sklaverei wehren könnte.
Einige Nordstaaten forderten weiterhin, dass Ländereien im Westen verschenkt werden sollten. Man hoffte, dass arbeitslose Menschen dann ihre eigene Farm eröffnen und so selber für ihr Einkommen sorgen könnten. Für die Südstaaten war ein solches Gesetz aber nicht hinnehmbar, da zu erwarten war, dass Siedler aus dem Norden dann gegen Sklaverei in den Territorien stimmen würden und die Sklaverei somit eingeschränkt werden würde. Daher konnte der Homestead Act erst 1862 erlassen werden.
Auch die Präsidentschaftswahl 1860 muss vor dem Hintergrund der gerade vergangenen Krise gesehen werden.

## Wirtschaftskrise in Europa

### Europäische Wirtschaft vor der Krise
Die Jahre nach den revolutionären Ereignissen von 1848/49 waren in Europa geprägt von fortschreitender Marktintegration; Zollschranken wurden sukzessive abgebaut oder verringert, die letzten verbleibenden Reste des Feudalwesens abgeschafft.
Gleichzeitig hatten Goldfunde in Kalifornien, Australien und Mexiko eine Vergrößerung der Geldmenge auch in Europa zur Folge, was konjunkturbelebend wirkte. Eine wachsende Bevölkerung wirkte sich insofern positiv aus, als die Nahrungsmittelproduktion mit dieser Entwicklung Schritt hielt; gleichzeitig wanderten zahlreiche Menschen vor allem aus Irland und den deutschen Ländern nach Nordamerika aus und entlasteten so die wirtschaftliche Situation in Europa. Mit der Überseeauswanderung erweiterten sich auch die Absatzgebiete der europäischen Wirtschaft.
Wachstumsmotor war in den 1850er Jahren vor allem die Eisenbahn. Mit dem Bau von Eisenbahnlinien wurden neue Märkte erschlossen, Transportkosten sanken, die industrielle Produktion wurde angekurbelt. Auf dem europäischen Kontinent waren es vor allem neu gegründete Aktienbanken, die den Eisenbahnbau finanzierten; durch diese Unternehmensform wurden Kapitalien in einem bisher nicht gekannten Umfang mobilisiert. In Deutschland verdoppelten sich die Aktienkurse zwischen 1850 und 1856.
Aufgrund von Innovationen im Bankensektor auf dem europäischen Kontinent konnten außerdem Kredite in großem Umfang vergeben werden. Dabei waren die Kredite der neuen Depositenbanken nur zu einem Teil durch Einlagen gedeckt. Neben Bargeld zirkulierte zunehmend Giralgeld als Zahlungsmittel. Diese Ausweitung der Geldmenge wirkte sich stimulierend auf die wirtschaftliche Aktivität aus.

### Ausbruch und Verlauf der Krise
Die preußische Regierung reagierte ab 1855 auf die sich abzeichnende Überhitzung mit einer schrittweisen Aufhebung des privaten Zettelbankwesens. Die Regierungen Sachsens, Badens, Bayerns und Württembergs schlossen sich an. Die Preußische Bank dagegen erhielt das Recht der unbegrenzten Notenemission. Die Aktien der privaten Banken sanken von da an im Kurs. Gleichzeitig unternahm die französische Regierung ab 1856 Schritte, um die Pariser Börse stärker zu regulieren: Der Besuch der Börse wurde kostenpflichtig, ausländische Aktien durften nicht länger notiert werden. Ab dem Sommer 1856 begannen die Aktienkurse an den zentraleuropäischen Börsen zu sinken.
Die Nachricht von der Zahlungseinstellung der Ohio Life Insurance Company am 24. August 1857 in New York erreichte London mit zweimonatiger Verspätung, woraufhin Banken in Schottland und Nordengland in Zahlungsschwierigkeiten gerieten. Die britische Regierung suspendierte daraufhin die Bankakte und genehmigte der Zentralbank die Ausgabe von neuen Noten im Wert von zwei Millionen Pfund gegen hohe Zinsen. Der Druck auf die Banken ließ nach, zahlreiche Handelshäuser gerieten dagegen in Schwierigkeiten.

#### Die Krise in Hamburg
In Hamburg, damals ein Knotenpunkt des internationalen Warenhandels, brach die Krise im November aus. Hamburger Kaufleute hatten sich stark in spekulativen Warengeschäften engagiert, die sie mittels Wechseln finanzierten. Diese waren zunehmend in Form von Blankokrediten oder auf fiktiver Basis ausgestellt worden. Im dritten Quartal 1857 zirkulierten Wechsel in Höhe von 273 Millionen Bancomark; 1855 waren es erst 162 Millionen gewesen.
Nach den Ereignissen in Amerika und England fürchtete man in Hamburg, dass es zu umfangreichen Zahlungsausfällen kommen würde. Um diese möglichst zu begrenzen, vereinbarten Hamburger Kaufleute die Errichtung eines privaten Garantie-Disconto-Vereins, der Wechsel in Höhe von etwa 12 Millionen Bancomark garantieren sollte. Bereits Ende November aber waren die Mittel des Vereins ausgeschöpft.
In Hamburg hatte der Gesetzgeber es zunächst abgelehnt, der Privatwirtschaft mit öffentlichen Mitteln unter die Arme zu greifen. Nachdem die privaten Mittel so rasch erschöpft waren, setzte im Hamburger Rat aber ein Sinneswandel ein. Am 27. November wurde eine Kommission gebildet und mit der Aufgabe betraut, Vorschüsse auf Waren oder Wertpapiere in Höhe von insgesamt fünfzehn Millionen Bancomark zu gewähren. Finanziert werden sollte dies durch als Solawechsel auf die hamburgische Staatskasse ausgegebene Kammermandate. Diese waren allerdings hochverzinslich; die Nachfrage nach den Wechseln war gering.
Angesichts einer immer panikartiger werdenden Stimmung in der kaufmännischen Welt und im Anschluss an eine leidenschaftlich geführte Debatte beschloss der Hamburger Rat dann am 6. Dezember 1857, ein Konto über fünf Millionen Bancomark zu eröffnen, auf dem Hamburger gegen Barzahlung Wechsel deponieren konnten. Außerdem wurde die Kämmerei ermächtigt, eine Silberanleihe in Höhe von zehn Millionen Mark aufzunehmen. Diese wurde nach Konsultationen von der österreichischen Regierung gewährt; am 15. Dezember traf das Wiener Barrensilber in Hamburg ein. Von diesem Geld profitierten vor allem acht große Hamburger Handelshäuser (sogenannte „Eckhäuser“). Allein das Unternehmen H. J. Merck & Co. erhielt fünf Millionen Bancomark, was auf teils heftige Kritik stieß.
Insgesamt hatte die öffentliche Hand in Hamburg 35 Millionen Bancomark zur Stützung des Handels bewilligt – ein Betrag, der fast das Fünffache der für 1857 veranschlagten Staatsausgaben darstellte. Diese Interventionen erwiesen sich als wirkungsvoll und die Panik in Hamburg endete nach etwa zwei Wochen. Gleichwohl kam es zwischen Anfang Dezember 1857 und März 1858 in Hamburg zu insgesamt 288 Konkursen – sieben Mal so viele wie zwei Jahre zuvor.
Anderswo auf dem europäischen Kontinent weitete sich die Krise allmählich und weniger schockartig aus. Das Jahr 1858 stand ganz im Zeichen wirtschaftlichen Abschwungs, Preise fielen und das Außenhandelsvolumen ging zurück. Erst 1859 kam es wieder zu einem Aufschwung.